# Zhenjiang
För andra betydelser, se Zhenjiang (olika betydelser).
Zhenjiang, tidigare stavat Chinkiang, är en stad på prefekturnivå i Jiangsu-provinsen, Kina. Den ligger omkring 68 kilometer öster om provinshuvudstaden Nanjing. Staden har alltid varit en viktig knutpunkt i trafiken mellan Yangtze-floden och Kejsarkanalen.

## Namn
Staden har tidigare varit känd under en rad namn, bland annat Jingkou 京口 (eller Chingkow) och Jingjiang 京江 (även stavat Chingkiang).

## Historia
Zhenjiangs historia kan spåras tillbaka till 700 f.Kr. då staden var ett säte för olika feodala domäner under Zhoudynastin. Staden var därefter centrum för flera olika lokala administrativa enheter. Zhenjiang blev en betydande handelsstad under Suidynastin, då den kopplades samman med den ekonomiskt viktiga Kejsarkanalen. 
Zhenjiang nådde sin höjdpunkt under Songdynastin, då den producerade siden, satäng och silvervaror åt kejsarhovet. Det var också här som ämbetsmannen och vetenskapsmannen Shen Kuo tillbringade flera av sina sista år i tillbakadragenhet.
Zhenjiang led svårt från striderna under det Första opiumkriget (1839-1842), då den erövrades av britterna i "slaget om Chinkiang" den 21 juli 1842. Staden blev åter stridsskådesplats under Taipingupproret 1850-1864. På 1850-talet inledde staden en ekonomisk nedgång då den avskars från den Kejserliga kanalen.
Efter Kinas (Qingdynastin) nederlag i det andra opiumkriget 1856-60 blev Zhenjiang en fördragshamn och blev känd som Chinkiang.
Den amerikanska författarinnan Pearl S. Buck (1892–1973), som skrev romaner om Kina och vann Nobelpriset i litteratur, bodde i Zhenjiang med sina missionärsföräldrar till hon blev 18, och undervisade också där. Hennes barndomshem är bevarat.
I och med att Chiang Kai-shek gjorde Nanking till Republiken Kinas huvudstad 1928 blev också Zhenjiang Jiangsu-provinsens huvudstad, vilket den förblev fram till 1949, då Peking åter blev huvudstad och Nanking återfick sin roll som provinshuvudstad.

## Administrativ indelning
Zhenjiang består av tre stadsdistrikt och tre städer på häradsnivå:
| Karta                                                               | Indelning                    | Kinesiska | Pinyin        | Befolkning 2010 | Yta (km2) | Täthet   |
| Jingkou Runzhou Dantu Yangzhong (stad) Danyang (stad) Jurong (stad) |                              |           |               |                 |           |          |
| ------------------------------------------------------------------- | ---------------------------- | --------- | ------------- | --------------- | --------- | -------- |
| Jingkou Runzhou Dantu Yangzhong (stad) Danyang (stad) Jurong (stad) | Innerstaden                  |           |               |                 |           |          |
| Jingkou Runzhou Dantu Yangzhong (stad) Danyang (stad) Jurong (stad) | Jingkou-distriktet           | 京口区    | Jīngkǒu qū    | 601 671         | 115       | 5 231,92 |
| Jingkou Runzhou Dantu Yangzhong (stad) Danyang (stad) Jurong (stad) | Runzhou-distriktet           | 润州区    | Rùnzhōu qū    | 296 453         | 133       | 2 228,96 |
| Jingkou Runzhou Dantu Yangzhong (stad) Danyang (stad) Jurong (stad) | Förort                       |           |               |                 |           |          |
| Jingkou Runzhou Dantu Yangzhong (stad) Danyang (stad) Jurong (stad) | Dantu-distriktet             | 丹徒区    | Dāntú qū      | 302 276         | 749       | 403,57   |
| Jingkou Runzhou Dantu Yangzhong (stad) Danyang (stad) Jurong (stad) | Satellitstäder på häradsnivå |           |               |                 |           |          |
| Jingkou Runzhou Dantu Yangzhong (stad) Danyang (stad) Jurong (stad) | Danyang                      | 丹阳市    | Dānyáng shì   | 960 418         | 1 059     | 906,91   |
| Jingkou Runzhou Dantu Yangzhong (stad) Danyang (stad) Jurong (stad) | Jurong                       | 句容市    | Jùróng shì    | 617 680         | 1 387     | 445,33   |
| Jingkou Runzhou Dantu Yangzhong (stad) Danyang (stad) Jurong (stad) | Yangzhong                    | 扬中市    | Yángzhōng shì | 334 886         | 332       | 1 008,69 |
| Jingkou Runzhou Dantu Yangzhong (stad) Danyang (stad) Jurong (stad) | Totalt                       | Totalt    | Totalt        | 3 113 384       | 3 799     | 819,52   |

## Klimat
Genomsnittlig årsnederbörd är 1 525 millimeter. Den regnigaste månaden är juli, med i genomsnitt 289 mm nederbörd, och den torraste är januari, med 43 mm nederbörd.

## Vänorter
- Kurashiki, Japan
- Tsu, Japan (1984)
- Tempe, USA (1989)
- Lac-Mégantic, Kanada (1995)
- İzmit, Turkiet (1996)
- Londrina, Brasilien (1997)
- Iksan, Sydkorea (1998)
- Mannheim, Tyskland (2004)
- Kiskoros, Ungern